# Tour der englischen Rugby-Union-Nationalmannschaft nach Nordamerika 2001
| Tour der Engländer nach Nordamerika 2001 | Tour der Engländer nach Nordamerika 2001 | Tour der Engländer nach Nordamerika 2001 | Tour der Engländer nach Nordamerika 2001 | Tour der Engländer nach Nordamerika 2001 |
| Übersicht                                | S                                        | G                                        | U                                        | N                                        |
| ---------------------------------------- | ---------------------------------------- | ---------------------------------------- | ---------------------------------------- | ---------------------------------------- |
| Test Matches                             | 3                                        | 3                                        | 0                                        | 0                                        |
| Sonstige Spiele                          | 2                                        | 2                                        | 0                                        | 0                                        |
| Gesamt                                   | 5                                        | 5                                        | 0                                        | 0                                        |
|                                          |                                          |                                          |                                          |                                          |
| Kanada                                   | 2                                        | 2                                        | 0                                        | 0                                        |
| Vereinigte Staaten                       | 1                                        | 1                                        | 0                                        | 0                                        |

Die Tour der englischen Rugby-Union-Nationalmannschaft nach Nordamerika 2001 umfasste eine Reihe von Freundschaftsspielen der englischen Rugby-Union-Nationalmannschaft. Sie reiste im Juni 2001 durch Kanada und Vereinigten Staaten. Dabei bestritt sie fünf Spiele, darunter zwei Test Matches gegen die kanadische und eines gegen die amerikanische Nationalmannschaft. Hinzu kamen zwei Begegnungen mit Auswahlteams. Sämtliche Partien endeten mit einem englischen Sieg. Wegen der gleichzeitig stattfindenden Australien-Tour der British and Irish Lions fehlten auf Seiten der Engländer mehrere Stammspieler.

## Spielplan
- Hintergrundfarbe grün = Sieg

(Test Matches sind grau unterlegt; Ergebnisse aus der Sicht Englands)
| # | Datum         | Gegner                       | Ort           | Stadion                     | Ergebnis |
| - | ------------- | ---------------------------- | ------------- | --------------------------- | -------- |
| 1 | 02. Juni 2001 | Kanada                       | Markham       | Fletcher’s Fields           | 22:10    |
| 2 | 05. Juni 2001 | British Columbia Rugby Union | Burnaby       | Burnaby Lake Sports Complex | 41:19    |
| 3 | 09. Juni 2001 | Kanada                       | Burnaby       | Swangard Stadium            | 59:20    |
| 4 | 12. Juni 2001 | United States A              | Los Angeles   |                             | 83:21    |
| 5 | 16. Juni 2001 | Vereinigte Staaten           | San Francisco | Boxer Stadium               | 48:19    |

## Test Matches
| 2. Juni 2001 16:30 EDT | Kanada                                             | 10 : 22       | England                                              | Fletcher’s Fields, Markham Schiedsrichter: Nigel Whitehouse (Wales) |
| 2. Juni 2001 16:30 EDT | Versuche: Fauth Erhöhungen: Ross Straftritte: Ross | (3:5) Bericht | Versuche: Bracken Lewsey (2) West Erhöhungen: Walder | Fletcher’s Fields, Markham Schiedsrichter: Nigel Whitehouse (Wales) |

Aufstellungen:
- Kanada: Dan Baugh, John Cannon, Al Charron , Gregor Dixon, Pat Dunkley, Sean Fauth, Edward Knaggs, Bobby Ross, Rod Snow, Winston Stanley, Scott Stewart, John Tait, Jon Thiel, Morgan Williams, Nik Witkowski 
 Auswechselspieler: Dale Burleigh, Duane Major, Mike Schmid
- England: Steve Borthwick, Kyran Bracken , Martin Corry, Ben Kay, Josh Lewsey, Leon Lloyd, Lewis Moody, Jamie Noon, Graham Rowntree, Paul Sampson, Michael Stephenson, Dave Walder, Dorian West, Julian White, Joe Worsley 
 Auswechselspieler: Pat Sanderson, Simon Shaw, Tim Stimpson

| 9. Juni 2001 16:00 PDT | Kanada                                                                    | 20 : 59        | England | Burnaby Lake Sports Complex, Burnaby Schiedsrichter: Joël Jutge (Frankreich) |
| 9. Juni 2001 16:00 PDT | Versuche: Dan Baugh Sean Fauth Erhöhungen: Ross (2) Straftritte: Ross (2) | (6:28) Bericht | Versuche: Noon Shaw (2) Walder (2) Wood Worsley Strafversuch Erhöhungen: Walder (5) Straftritte: Walder (3) | Burnaby Lake Sports Complex, Burnaby Schiedsrichter: Joël Jutge (Frankreich) |

Aufstellungen:
- Kanada: Ryan Banks, Dan Baugh, Dale Burleigh, John Cannon, Al Charron , Gregor Dixon, Sean Fauth, Bobby Ross, Rod Snow, Winston Stanley, Scott Stewart, John Tait, Jon Thiel, Morgan Williams, Nik Witkowski 
 Auswechselspieler: Edward Knaggs, Duane Major, Mike Schmid
- England: Kyran Bracken , Ben Kay, Josh Lewsey, Leon Lloyd, Lewis Moody, Jamie Noon, Graham Rowntree, Paul Sampson, Simon Shaw, Michael Stephenson, Dave Walder, Dorian West, Julian White, Steve White-Cooper, Joe Worsley 
 Auswechselspieler: Steve Borthwick, Alex King, Mark Regan, Pat Sanderson, Tim Stimpson, Martyn Wood

| 16. Juni 2001 17:05 PDT | Vereinigte Staaten | 19 : 48 | England | Boxer Stadium, San Francisco Schiedsrichter: Andy Turner (Südafrika) |
| 16. Juni 2001 17:05 PDT | (5:33) Bericht     |         |         | Boxer Stadium, San Francisco Schiedsrichter: Andy Turner (Südafrika) |

Aufstellungen:
- USA: Kevin Dalzell, Phillip Eloff, Juan Grobler, Luke Gross, Dave Hodges , Kirk Khasigian, Dan Lyle, Mike MacDonald, Jovesa Naivalu, Jone Naqica, Eric Reed, Kort Schubert, Kurt Shuman, Paul Still, Grant Wells 
 Auswechselspieler: Olo Fifita, Alex Magleby
- England: Steve Borthwick, Kyran Bracken , Josh Lewsey, Leon Lloyd, Lewis Moody, Jamie Noon, Graham Rowntree, Simon Shaw, Michael Stephenson, Dave Walder, Fraser Waters, Dorian West, Julian White, Steve White-Cooper, Joe Worsley 
 Auswechselspieler: Olly Barkley, David Flatman, Andy Long, Tom Palmer, Pat Sanderson, Tom Voyce, Martyn Wood